# Grouplove
Grouplove es una banda de indie rock estadounidense formada en 2009 por Hannah Hooper (voz y teclas), Christian Zucconi (voz, guitarra), Sean Gadd (bajo, voz), Andrew Wessen (guitarra, voz) y Ryan Rabin (batería). 
Ryan Rabin produjo su EP debut que fue lanzado originalmente de forma independiente, y fue posteriormente reeditado por Canvasback/Atlantic Records con una pista adicional y su canción, "Colours". Su álbum debut, Never Trust a Happy Song, también fue producido por Rabin y fue lanzado mundialmente el 13 de septiembre de 2011.
A mediados de 2014 Sean Gadd escribió varios mensajes en su cuenta de Twitter relacionados con su estatus en la banda pero fue hasta el 19 de junio que anunció su retiro de Grouplove, la banda lo confirmó en su página oficial. Con esto Daniel Gleason entra de manera permanente como bajista de la banda.

## Miembros de la banda
- Christian Zucconi – voces, guitarras (2009–presente)
- Hannah Hooper – voces, teclados (2009–presente)
- Andrew Wessen – guitarras, voces (2009–presente)
- Ryan Rabin – batería, voces (2009–presente)
- Daniel Gleason – bajo (2014–presente)

Miembros anteriores
- Sean Gadd – bajo, voces (2009–2014)

## Discografía

### Àlbumes de estudio
- Never Trust a Happy Song (2011) n.º 75 US,[2] n.º 21 AUS[3]
- Spreading Rumours (2013) n.º 21 US[2]
- Big Mess (2016)
- Healer (2020)
- This is this (2021)
- I Want It All Right Now (2023)

### EP
- Grouplove EP (2010), Canvasback

- Little Mess EP"12 (2017),  Canvasback (LP Exclusivo de Record Store Day)

### Sencillos
| Año  | Título                    | Posicionamiento en listas | Posicionamiento en listas | Posicionamiento en listas | Posicionamiento en listas | Posicionamiento en listas | Posicionamiento en listas | Posicionamiento en listas | Posicionamiento en listas | Posicionamiento en listas | Certificación                            | Álbum                    |
| Año  | Título                    | US                        | US Pop                    | US Adult                  | US Alt                    | US Rock                   | AUS                       | CAN                       | CAN Alt                   | UK                        | Certificación                            | Álbum                    |
| ---- | ------------------------- | ------------------------- | ------------------------- | ------------------------- | ------------------------- | ------------------------- | ------------------------- | ------------------------- | ------------------------- | ------------------------- | ---------------------------------------- | ------------------------ |
| 2011 | "Colours"                 | —                         | —                         | —                         | 15                        | 29                        | —                         | —                         | 45                        | —                         |                                          | Never Trust a Happy Song |
| 2011 | "Tongue Tied"             | 42                        | 23                        | 19                        | 1                         | 3                         | 33                        | 90                        | 10                        | 84                        | - ARIA: Gold - MC: Gold - RIAA: Platinum | Never Trust a Happy Song |
| 2012 | "Itchin' on a Photograph" | —                         | —                         | —                         | 10                        | 30                        | —                         | —                         | —                         | —                         |                                          | Never Trust a Happy Song |
| 2013 | "Ways to Go"              | 120                       | —                         | —                         | 2                         | 18                        | 60                        | —                         | —                         | —                         |                                          | Spreading Rumours        |
| 2014 | "Shark Attack"            | —                         | —                         | —                         | 21                        | —                         | —                         | —                         | —                         | —                         |                                          | Spreading Rumours        |